# Бухгалтерская прибыль
Бухгалтерская прибыль (англ. accounting profit) — общая прибыль, полученная от предпринимательской деятельности, рассчитана по бухгалтерскому учёту в соответствии с действующими законодательно принятыми правилами за отчётный период без учёта расходов, не зафиксированных документально, на ведение такой деятельности, включая упущенную выгоду; общая валовая прибыль организации, полученная со всех источников дохода, за вычетом затрат на производство, приобретение или сбыт производимых товаров или услуг, уплаченных процентов по краткосрочным кредитам и платы за ресурсы.

## Определение
Согласно К. Р. Макконнеллу и С. Л. Брю бухгалтерская прибыль равна общей выручке за вычетом бухгалтерских издержек (явных издержек):
Бухгалтерская прибыль = Выручка — Бухгалтерские издержки.

## См.также
- Экономическая прибыль